# 27 de febrer
El 27 de febrer és el cinquanta-vuitè dia de l'any del calendari gregorià. Queden 307 dies per a finalitzar l'any i 308 en els anys de traspàs.

## Esdeveniments
Països Catalans
- 1670, Arles, Vallespir: els angelets de la terra s'apoderen de la vila (Revolta del Vallespir).
- 1793, València: s'hi esdevé una revolta contra els francesos de la ciutat.[1]
- 1921, Barcelona: l'Orfeó Català programà la primera audició a la península de la Passió segons sant Mateu, de J. S. Bach.[2]

Resta del món
- 380, Tessalònica, Macedònia, Imperi Romà: l'emperador Teodosi I dicta l'Edicte de Tessalònica on es decreta el catolicisme com la religió oficial de l'imperi.
- 425, Constantinoble, Imperi Romà d'Orient: l'emperador Teodosi II funda la Universitat de Constantinoble, a instàncies de la seva muller Eudòxia Augusta.[3]
- 1594, Chartres, Regne de França: Enric IV de França fou coronat rei.
- 1974, Viena, Àustria: Josep Carreras debuta a l'Òpera de Viena.
- 1989, Caracas, Veneçuela: té lloc el Caracazo. La població es revolta contra un pla de xoc del FMI i és durament reprimida.[4]
- 1900: Fundació del Fußball-Club Bayern München.[5]
- 1902, Londres, Regne Unit: membres del moviment sionista, funden l'Anglo Palestine Company un banc per amb la finalitat de promoure la indústria, la construcció, l'agricultura i les infraestructures a la Terra d'Israel.[6]
- 1940, Berkeley, Califòrnia, EUA: Martin Kamen i Sam Ruben descobreixen el carboni-14.[7]
- 1996, Japó: s'inicia la sèrie de videojocs Pokémon amb la sortida de Pocket Monsters: Red & Green que arribarien a Europa el 1999 com a Pokémon Red i Pokémon Blue.
- 2010, Xile: un terratrèmol de magnitud 8,8 Mw hi deixa 530 morts i grans destrosses.[8]

## Naixements
Països Catalans
- 1829 - Tarragona: Eduard Saavedra i Moragas, enginyer, arquitecte, arqueòleg i arabista català (m. 1912).
- 1855 - Barcelona: Pelegrí Casades i Gramatxes, advocat i historiador català (m. 1947).
- 1863 - València: Joaquim Sorolla i Bastida, pintor valencià (m. 1923).[9]
- 1865 - Sabadell: Domenec Ceret i Vilà, actor i director de cinema català.
- 1879 - La Garriga, Vallès Oriental: Josep Sancho i Marraco, organista, compositor i mestre de capella de la Catedral de Barcelona (m. 1960).
- 1889 - Barcelona: Àurea de Sarrà, ballarina catalana dels anys vint (m. 1974).[10]
- 1905 - Barcelona: Teresa Condeminas i Soler, pintora noucentista catalana (m. 2002).[11]
- 1920 - Barcelona: Mercé Pàniker i Alemany, empresària i activista social catalana (m. 2012).[12]
- 1921 - Caldes de Montbui, Vallès Oriental: Pere Duran i Farell, enginyer i empresari català (m. 1999).
- 1949 - Igualada: Anna Vila i Badia, escriptora catalana, autora de narrativa infantil i novel·les.
- 1960 - les Borges Blanques: Teresa Josa de Riu, diplomada en relacions laborals i política.
- 1970 - Barcelona: Mònica Glaenzel, actriu catalana de teatre i televisió.[13]
- 1974 - Mataró: Helena Jubany i Lorente, periodista i bibliotecària catalana (m. 2001).[14]
- 1975 - Montgat: Íngrid Pons Molina, jugadora de bàsquet catalana.[15]
- 1978 - Palma: Neus Truyol Caimari, sociòloga i política mallorquina.[16]

Resta del món
- 272 - Naissus, Dàcia: Constantí I el Gran, primer emperador romà que professà el cristianisme.
- 1818 - Madrid: Matilde Díez, actriu de teatre espanyola, una de les més destacades del segle xix (m. 1883).[17]
- 1846 - Badajoz, Espanya: Joaquín Valverde Durán, compositor, pare del també compositor Quinito Valverde (m. 1910).
- 1859 - Viena, Àustria: Bertha Pappenheim, feminista austríaca jueva i defensora dels drets de la dona i del nen (m. 1936).[18]
- 1888, Perleberg, Alemanya: Lotte Lehmann, soprano alemanya i nord-americana.[19]
- 1894 - París (França): Robert Siohan, compositor i director d'orquestra francès (m. 1985).[20]
- 1902 - Salinas, Califòrnia, Estats Units: John Steinbeck, escriptor, Premi Nobel de Literatura de 1962 (m. 1968).[21]
- 1905 – Niagara Falls, Nova York, Estats Units: Franchot Tone, actor estatunidenc.
- 1907 - Villalba de los Alcores: Teresa Andrés Zamora, bibliotecària que dirigí les Biblioteques de Cultura Popular (m.1946).[22]
- 1913 - Brooklyn, Nova York : Irwin Shaw, escriptor, guionista i productor estatunidenc.
- 1923 - Los Angeles, Estats Units: Dexter Gordon, saxofonista de jazz (m. 1990).[23]
- 1924 - Salcedo, República Dominicana: Patria Mirabal, mecanògrafa i activista política dominicana, assassinada pel dictador Rafael Leónidas Trujillo (m.1960).[24]
- 1926 - Windsor, Ontario (Canadà): David Hunter Hubel, neurobiòleg nord-americà d'origen canadenc, Premi Nobel de Medicina o Fisiologia de l'any 1981 (m. 2013).[25]
- 1930 - Thomasville, Geòrgia, Estats Units: Joanne Woodward, actriu estatunidenca guanyadora d'un Oscar a la millor actriu el 1957.[26]
- 1932 - Londres, (Regne Unit) Elizabeth Taylor, actriu estatunidenca guanyadora de 2 Oscars a la millor actriu.[27]
- 1935 - 
  - Mòdena, Itàlia: Mirella Freni, soprano operística italiana.[28]
  - Nova York: Eleanor Antin, artista de performance americana, cineasta, videoart, artista d'instal·lacions.
- 1942 - Calvert City, Kentucky (EUA): Robert Howard Grubbs, químic nord-americà, Premi Nobel de Química de l'any 2005.
- 1943
  - Colfax, EUA: Morten Lauridsen, compositor nord-americà d'ascendència danesa.
  - Taixkent, Uzbekistan: Dilorom Saidaminova, compositora i pianista.
- 1947 - Riga, Letònia: Gidon Kremer, violinista i director d'orquestra letó.
- 1954 - Brooklyn: JoAnn Falletta, directora d'orquestra estatunidenca, entre les millors del món.[29]
- 1963 - París: Soledad Giménez, cantant, compositora i intèrpret espanyola, vocalista del grup Presuntos Implicados.
- 1964 - Beiji-Mohe, Heilongjiang (Xina): Chi Zijian, escriptora xinesa, guanyadora del Premi Mao Dun de Literatura de l'any 2008 i tres cops del Premi Lu Xun.[30]
- 1970 - Montargis, Loiret: Patricia Petibon, soprano de coloratura francesa, aclamada per les interpretacions de música barroca francesa.[31]

## Necrològiques
Països Catalans
- 1641 - Barcelona: Pau Claris, polític i eclesiàstic, President de la Generalitat de Catalunya.
- 1827 - Madrid, Espanya: Simón de Rojas Clemente y Rubio, botànic valencià (49 anys).
- 1871 - Barcelona: beat Josep Tous i Soler, caputxí i fundador de les Caputxines de la Mare del Diví Pastor.
- 1855 - Sencelles: Francinaina Cirer i Carbonell, beata mallorquina (n. 1781).
- 1888 - València: Ciril Amorós i Pastor, advocat i polític valencià
- 1892 - Barcelona: Lluís Cutchet i Font, periodista i polígraf català[32]
- 1934 - Barcelona: Josep Llimona i Bruguera, escultor, considerat un dels millors representants de l'escultura modernista catalana (n. 1863).[33]
- 1944 - Buenos Aires: Salvador Ribé i Garcia, alcalde de Sabadell durant la República.
- 2014 - Saragossa: Maria de Ávila, ballarina, coreògrafa i directora de grans companyies de ballet clàssic i neoclàssic (n. 1920).[34]
- 2015 - Barcelona: Rosa Novell i Clausells, actriu i directora escènica.[35]

Resta del món
- 1854, París, França: Félicité Robert de Lamennais, filòsof i teòleg francès (71 anys).
- 1887, Sant Petersburg, Rússia: Aleksandr Borodín, compositor rus (53 anys).
- 1894: Dámaso Zabalza, compositor i pianista espanyol.
- 1929: Nova York: Emma R. Steiner, compositora i directora d'orquestra nord-americana.[36]
- 1936, Leningrad, URSS: Ivan Petróvitx Pàvlov, fisiòleg rus, premi Nobel de Medicina 1904
- 1968, Sevilla, Espanya: Manuel Giménez Fernández, advocat i polític espanyol[37]
- 1989, Altenberg, Àustria: Konrad Lorenz, naturalista austríac, Premi Nobel
- 1993, Nova York, Estats Units: Lillian Gish, actriu estatunidenca (99 anys).[38]
- 1998, Chapel Hill, Carolina del Nord, EUA: George Herbert Hitchings, bioquímic estatunidenc, Premi Nobel en 1988
- 2004, Paul Sweezy, economista nord-americà.
- 2011, Màlaga: Amparo Muñoz, model i actriu de cinema i televisió
- 2014, Miami, Florida, EUAː Huber Matos, revolucionari cubà i dissident anticastrista (n. 1918).[39]
- 2015:
  - Bel-Air, Estats Units: Leonard Nimoy, actor i director nord-americà conegut sobretot per interpretar el paper de Spock en la saga televisiva i de cinema Star Trek.
  - Moscou: Borís Nemtsov, polític liberal rus, assassinat a la Plaça Roja de Moscou

- 2021, Ate, Provença: Sèrgi Bec, poeta i escriptor occità. Va escriure la seva obra poètica en occità i la narrativa en francès[40]

## Festes i commemoracions
- Dia Internacional de l'os polar
- Dia Pokémon[41]

### Santoral[42]

#### Església Catòlica[43]
- Sants al Martirologi romà (2011): Honorina de Normandia, màrtir (s. I o IV); Besas d'Alexandria, soldat màrtir (segle iii); Julià i Eunus d'Alexandria, màrtirs (segle iii); Baldomer de Lió, sotsdiaca (655); Basili i Procopi de Decàpolis, monjos (741); Gregori d'Armènia, monjo (ca. 1005); Lluc de Messina, abat (1149); Anne Heigham Line, màrtir (1601); Gabriel de la Dolorosa, passionista (1862).
  - Beats: William Richardson, prevere màrtir (1603); Francinaina Cirer, verge paüla (1855); Marie de Jésus Deluil Martiny, fundadora (1884); Karoline Brader, missionera i fundadora (1943).
- Sants: Teodosi de Barcelona, bisbe fictici de Barcelona; Nèstor, bisbe màrtir; Alnot de Stowe, màrtir (700); Herefrid de Lincolnshire, bisbe.
- Beats: Emmanuel de Cremona, bisbe (1198).
- Venerables: Markward de Prüm, abat (853); Johann Schwingshackl, prevere màrtir (1945).
- Servents de Déu: Guillem Rovirosa i Albet, laic.

#### Església Copta
- 20 Meixir: Basili, Teodor i Timoteu d'Alexandria, màrtirs; Pere II d'Alexandria, patriarca (370).

#### Església Apostòlica Armènia
- 8 Mehec: Presentació de Jesús al Temple; Fausta de Cízic, màrtir (307); Auxenci de Berg, asceta (470).

#### Església Ortodoxa (segons el calendari julià)
- Se celebren els corresponents a l'11 de març del calendari gregorià.

#### Església Ortodoxa (segons el calendari gregorià)
Corresponen als sants del 14 de febrer del calendari julià.
- Sants: Maró de Síria, eremita (s. IV); Filemó de Gaza, màrtir; Pere II d'Alexandria, patriarca (380); Abraham d'Haran, eremita (422); Auxenci de Berg, eremita (470); Ciril de Tessalònica, monjo (869); 12 Arquitectes Grecs de la Catedral de l'Ascensió de Kíev (s. XI); Isaac de Petxersk, eremita (ca. 1090); Nicolau de Corint, màrtir (1554); Damià el Jove de Larissa, màrtir (1568); Miquel de Txernigov, príncep màrtir, i Fiodor (1578); Iuri el Sastre de Mitilene, màrtir (1693); Raphael de Brooklyn, bisbe (1915); Onijsim de Tula, bisbe màrtir (1937).

##### Església Ortodoxa de Geòrgia
- Hilarió el Jove Qantsxasxvili, monjo (1864).

#### Esglésies luteranes
- Patrick Hamilton, prevere màrtir (1528) (Església Evangèlica d'Alemanya).

#### Anglicanisme
- Sant George Herbert, prevere (1633) (Església d'Anglaterra).

#### Commemoració de noms no religiosos
- Nord,en referència al pol on es troben els ossos polars, pel Dia Internacional de l'os polar.